# Джунгляк білогорлий

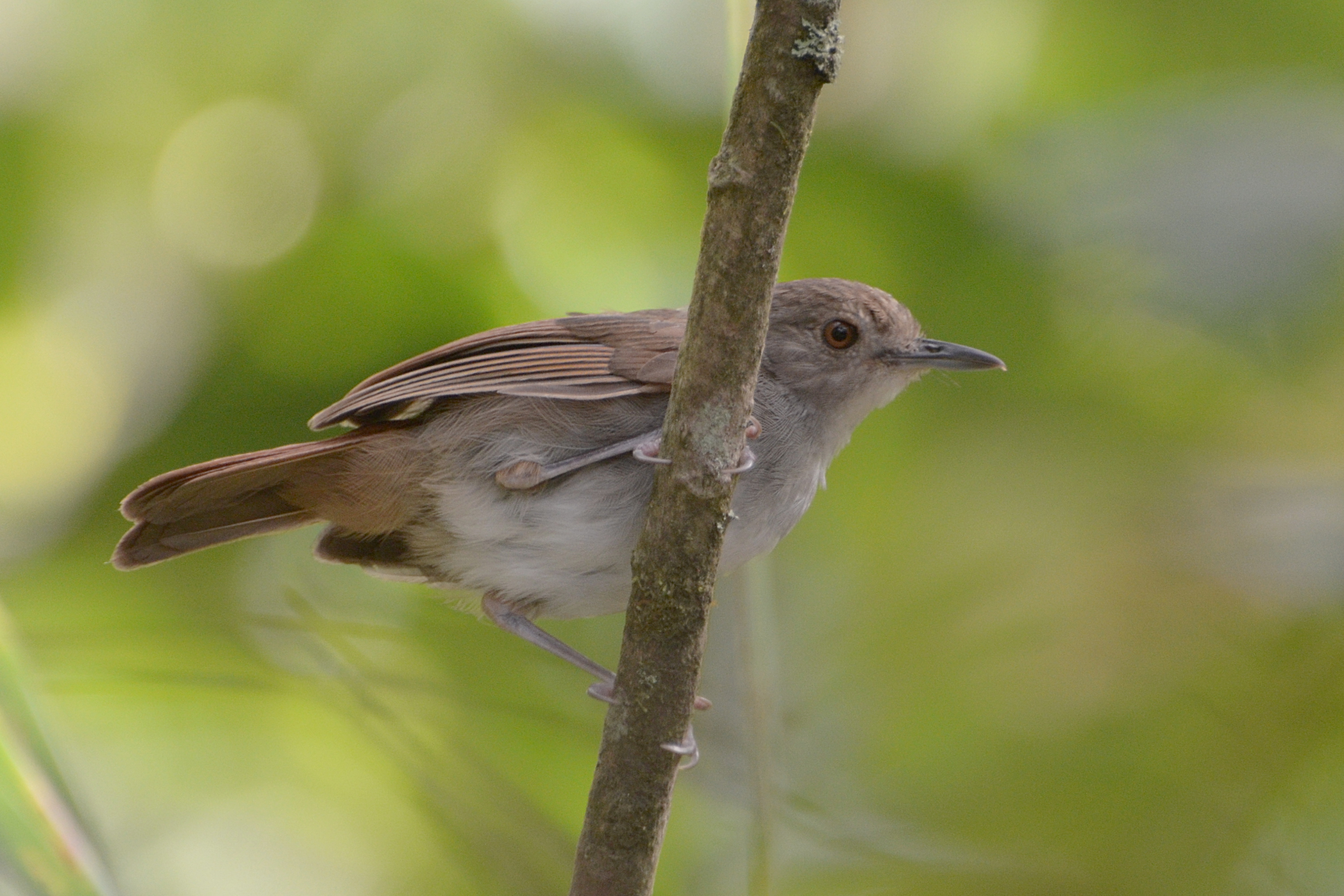
Білогорлий джунгляк

Джунгляк білогорлий (Pellorneum celebense) — вид горобцеподібних птахів родини Pellorneidae. Ендемік Індонезії.

## Підвиди
Виділяють чотири підвиди:
- P. c. celebense (Strickland, 1849) — північне Сулавесі і сусідні острови;
- P. c. rufofuscum (Stresemann, 1931) — центральне і південно-східне Сулавесі;
- P. c. finschi (Walden, 1876) — південно-західне Сулавесі;
- P. c. togianense (Voous, 1952) — острови Тоґіан[en].

## Поширення і екологія
Білогорлі джунгляки мешкають на Сулавесі та на сусідніх островах. Вони живуть в тропічних лісах, в садах і на плантаціях. Зустрічаються на висоті до 1900 м над рівнем моря.